# آدرا
آدرا (به اسپانیایی: Adra) دهستانی در استان آلمریای اسپانیا است.
در این دهستان ۲۲٬۰۳۴ نفر زندگی می‌کنند. مساحت این دهستان ۸۹٫۹۸ کیلومتر مربع است.